# IsiNgqumo
IsiNgqumo är en slang eller kryptolekt som baserar sig på först och främst zulu men har också lånat från andra språk. Den används mestadels av den färgade HBTQ-gemenskapen i Sydafrika. Det finns ganska lite vetenskaplig forskning om isiNgqumo. Ordet isiNgqumo betyder "slutsatser".
På grund av apartheid utvecklades två olika slangformer för HBQT-gemenskapen, eftersom vita och färgade människor hölls separata i alla livets delområden. De vita, som traditionellt talar engelska och afrikaans, använde gayle istället för isiNgqumo.. Orsaken till att använda slang har varit skammen och tidigare också det att homosexualiteten straffades med fängelse. Bland Zimbabwes HBQT-gemenskap tycks isiNgqumo vara en västerländsk uppfinning för att homosexualitet anses vara något "icke-afrikanskt".
IsiNgqumo är tajt knuten till hlonipha vilket betyder bl.a. respekt för äldre, socialt högre och anfäder som realiseras med hjälp av visst språkbruk. Några termer från hlonipha har lånats till isiNgqumo.

## Exempel

### Samtal
| IsiNgqumo                          | Zulu                      | Svenska (bokstavligt)                       | Svenska                  |
| ---------------------------------- | ------------------------- | ------------------------------------------- | ------------------------ |
| A: Isiphukwana sake, kuyavuswa na? | Ubolo sake, kuyakhulu na? | Hans lilla sticka, har den vaknat?          | Hans penis, är den stor? |
| B: Maye                            | Yebo                      | Ja                                          | Ja                       |
| A: Injini!                         | Imbuqo!                   | Lögn!                                       | Lögn!                    |
| B: Kuncishiwe (eller) kuyapholwa   | Kuyancane                 | Den är inte kunnig (eller) den gör mig kyld | Den är liten             |

### Ordlista
| IsiNgqumo | Svenska                                                          | Övrigt                 |
| --------- | ---------------------------------------------------------------- | ---------------------- |
| imilasi   | hund                                                             | från hlonipha          |
| iqenge    | pojkvän                                                          |                        |
| amafezela | heterosexuell man                                                |                        |
| ukutukela | att gråta                                                        | från hlonipha          |
| injonga   | någon som tar aktiv roll i homosexuellt samlag                   |                        |
| opheni    | pengar                                                           | från engelskas "penny" |
| ukubhama  | att ha sex                                                       |                        |
| skesana   | man som spelar feminin och mottagande roll i homosexuellt samlag |                        |
| ushwili   | en minderårig pojke                                              |                        |
| gweni     | hjärtegryn                                                       |                        |

Källa: